# Francesco Manunta
Francesco Manunta, en catalan, Francesc Manunta i Baldino (Alghero, 24 novembre 1928 - 13 janvier 1995) est un prêtre et un poète italien.

## Biographie
Francesco Manunta fut missionnaire au Brésil de 1965 à 1983, et de retour à Alghero, il commença ses activités pour promouvoir la langue catalane à Alghero. Il fut président de l'Òmnium Cultural à Alghero et reçut la Creu de Sant Jordi en 1990.

## Œuvres
- Catecisme alguerès (1964) con Josep Sanna,
- Les veus (1970)
- Aigües vives (1976)
- Llavors de llum (1981)
- Miques de mirall (1988)
- Transparències (1991)
- Cançons i líriques religioses de l'Alguer catalana (1990)